# The Coffee Shop Series
The Coffee Shop Series é uma websérie portuguesa, que mais tarde teve a sua exibição em televisão na SIC Radical, para a transmissão da primeira temporada, e na RTP2, para a transmissão da segunda temporada.

## Sinopse
"The Coffee Shop Series" são histórias curtas e surreais que acontecem à personagem Carol (Luísa Fidalgo) em Cafés. A Carol voltou a Portugal depois de um mestrado em Visual Arts em Nova Iorque. Agora que está de volta, continua a tentar decifrar qual a arte a que se deve dedicar. O que vemos é que vai a muitos cafés, "cool ones".
A primeira série piloto foi filmada no Porto e em Guimarães (pela altura de Guimarães Capital Europeia da Cultura 2012). Curtas, divertidas, diferentes do que vemos por aí. Acima de tudo - ficção para entreter.
A primeira temporada desta série acabou por estrear no dia 7 de janeiro de 2013 no programa Curto Circuito da SIC Radical.
Já a segunda temporada teve a sua estreia no dia 7 de julho de 2014 na RTP2.

## Elenco
- Luísa Fidalgo - Carol

### Elenco adicional
- Rui Porto Nunes
- Joana Pais de Brito
- Adelaide João - mulher no café
- Mafalda Lobo Xavier
- Carolina Machado
- Filomena Cautela
- Duarte Melo Ribeiro - empregado
- Rómulo Afonso
- Dalila Carmo
- Gil Pereira
- Maria Furtado
- Manuel Moreira
- Afonso Vilela
- Inês Aires Pereira
- Fernando Alvim
- Carlos Gomez
- Rita Camarneiro
- João Manzarra

## Episódios

### 1.ª Temporada
- Episódio 1 - 'Polaroid'
- Episódio 2 - 'Preferes?'
- Episódio 3 - 'Game'
- Episódio 4 - 'Francesa'
- Episódio 5 - 'Toxic'
- Episódio 6 - 'Simão'
- Episódio 7 - 'Corta!'
- Episódio 8 - 'Moedinha' (com António Parra e Reinaldo Rodrigues)
- Episódio 9 - 'Kate' (com Carolina Machado)
- Episódio 10 - 'Whiskey'
- Episódio 11 - 'Kom'
- Episódio 12 - 'Explain'
- Episódio 13 - 'O Teu Par'

### 2.ª Temporada
- Episódio 1 - 'Chata' (com Filomena Cautela e Duarte Melo Ribeiro)
- Episódio 2 - 'Expressionism' (com Kimmy Fosket, Lisa Rendzulli, Taylor Fuchs, Charlie Alexander e Jacob Kulesza)
- Episódio 3 - 'Chega' (com Adelaide João e Rui Porto Nunes)
- Episódio 4 - 'Ataque' (com Rómulo Afonso)
- Episódio 5 - 'Amigos'
- Episódio 6 - 'Gelados'
- Episódio 7 - 'Duelo'
- Episódio 8 - 'Bolacha'
- Episódio 9 - 'Email'
- Episódio 10 - 'Desconversa'
- Episódio 11 - 'Canhões'
- Episódio 12 - 'Engole'
- Episódio 13 - 'Mesa'